# Insieme denso
In matematica, un sottoinsieme di uno spazio topologico è denso nello spazio topologico se ogni elemento dello spazio appartiene all'insieme o ne è un punto di accumulazione.
Nel caso di un insieme di numeri reali, ad esempio, per ogni coppia di numeri distinti vi è sempre un elemento dell'insieme compreso tra i due. I numeri razionali e i numeri irrazionali sono due insiemi densi, mentre i numeri interi non lo sono.

## Definizione
Sia {\displaystyle X} uno spazio topologico. Un sottoinsieme {\displaystyle A} di {\displaystyle X} è denso in {\displaystyle X} se l'unico sottoinsieme chiuso di {\displaystyle X} contenente {\displaystyle A} è {\displaystyle X} stesso, ovvero la chiusura di {\displaystyle A} è {\displaystyle X}.
Le seguenti definizioni sono inoltre equivalenti a quella data. {\displaystyle A} è denso in {\displaystyle X} se e solo se:
- Ogni sottoinsieme aperto non vuoto di {\displaystyle X} interseca {\displaystyle A}.
- Il complementare di {\displaystyle A} ha parte interna vuota.
- Ogni punto di {\displaystyle X} o appartiene ad {\displaystyle A} o è un punto di accumulazione per {\displaystyle A}.

## Esempi
- Ogni spazio topologico {\displaystyle S} è denso in sé stesso; tutti gli altri chiusi di {\displaystyle S} e tutti i sottoinsiemi di essi non sono densi in {\displaystyle S}.
- Lo spazio dei numeri reali con l'usuale topologia euclidea ha gli insiemi dei numeri razionali, dei numeri irrazionali, dei numeri algebrici, dei numeri trascendenti e il complementare dell'insieme di Cantor come sottoinsiemi densi.
- Se {\displaystyle A\subseteq B\subseteq C} e {\displaystyle A} è denso in {\displaystyle C}, allora anche {\displaystyle B} è denso in {\displaystyle C}.
- Se un sottoinsieme è denso in una topologia, allora è denso anche in ogni topologia meno fine.
- Il complementare di un insieme mai denso è denso.
- Nel piano, una superficie senza bordo è densa nell'insieme formato dalla stessa superficie con bordo.
- Teorema di approssimazione di Weierstrass: i polinomi sono densi nell'insieme {\displaystyle C[a,b]} delle funzioni continue sull'intervallo {\displaystyle [a,b]}, dotato della distanza

{\displaystyle d_{\infty }(f,g)=\max _{x\in [a,b]}|f(x)-g(x)|}
- Uno spazio metrico {\displaystyle M} è denso nel suo completamento {\displaystyle \gamma M}